# Carevo Polje (Jajce)
Pour les articles homonymes, voir Carevo Polje.
Carevo Polje (en cyrillique : Царево Поље) est un village de Bosnie-Herzégovine. Il est situé dans la municipalité de Jajce, dans le canton de Bosnie centrale et dans la fédération de Bosnie-et-Herzégovine. Selon les premiers résultats du recensement bosnien de 2013, il compte 1 453 habitants.

## Démographie

### Évolution historique de la population
| 1948 | 1953 | 1961 | 1971  | 1981  | 1991  | 2013  |
| ---- | ---- | ---- | ----- | ----- | ----- | ----- |
| -    | -    | 944  | 1 339 | 1 630 | 1 875 | 1 453 |

|  |